# Vlag van Krimpenerwaard

Vlag van Krimpenerwaard

De Zuid-Hollandse gemeente Krimpenerwaard is op 1 januari 2015 gevormd en op 22 december 2021 heeft de gemeenteraad de gemeentelijke vlag vastgesteld. Het ontwerp is gekozen uit een ontwerpwedstrijd die op 13 juli 2020 aangekondigd werd. De gekozen vlag voldoet aan de voorwaarden die de Hoge Raad van Adel aan een gemeentevlag stelt.
Het ontwerp van mevrouw H. (Hillegonda) Rikkoert uit Schoonhoven werd door de jury onder leiding van oud-burgemeester Th. Bakkers gekozen als winnaar. Het is gebaseerd op de kleuren en symbolen uit het gemeentewapen. Deze zijn gebaseerd op de oude symboliek van de voormalige gemeenten Bergambacht, Nederlek, Ouderkerk, Schoonhoven en Vlist. De meest herkenbare symbolen zijn de leeuw uit het eerste kwartier van het wapen van Schoonhoven, het kasteel van Vlist (Haastrecht), de ster van Ouderkerk (Gouderak) en de drie wassenaars van het geslacht Van Polanen (Bergambacht, Nederlek en Ouderkerk).

## Verwant symbool
- Wapen van Krimpenerwaard

Alblasserdam
· Albrandswaard
· Alphen aan den Rijn
· Barendrecht
· Bodegraven-Reeuwijk
· Capelle aan den IJssel
· Delft
· Den Haag
· Dordrecht
· Goeree-Overflakkee
· Gorinchem
· Gouda
· Hardinxveld-Giessendam
· Hendrik-Ido-Ambacht
· Hillegom
· Hoeksche Waard
· Kaag en Braassem
· Katwijk
· Krimpen aan den IJssel
· Krimpenerwaard
· Lansingerland
· Leiden
· Leiderdorp
· Leidschendam-Voorburg
· Lisse
· Maassluis
· Midden-Delfland
· Molenlanden
· Nieuwkoop
· Nissewaard
· Noordwijk
· Oegstgeest
· Papendrecht
· Pijnacker-Nootdorp
· Ridderkerk
· Rijswijk
· Rotterdam
· Schiedam
· Sliedrecht
· Teylingen
· Vlaardingen
· Voorne aan Zee
· Voorschoten
· Waddinxveen
· Wassenaar
· Westland
· Zoetermeer
· Zoeterwoude
· Zuidplas
· Zwijndrecht